# Михайлівка (Маківська сільська громада)
Миха́йлівка — село в Україні, у Маківській сільській територіальній громаді Кам'янець-Подільського району Хмельницької області.

## Назва
Початково поселення називалось Свистівка (Швистівка). Близько 1720 року село успадкував — червоногородський скарбник Міхал Маковецький, який перейменував поселення на свою честь.

## Географія
Подільське село Михайлівка розкинулось на подільській височині в південно-західній частині України, за 26 кілометрів автодорогами від районного центру міста Кам'янець-Подільський. Через село тече річка Гниловодка. Місцевість гориста. Ґрунти чорноземні та глинясті.

### Клімат
Михайлівка знаходяться в межах вологого континентального клімату із теплим літом. Але діяльність людини досить часто призводить до екоциду, поганих змін та глобального потепління. Рівень наповнення річок водою по області становить лише 20 % від необхідного стандарту, значна частина земної поверхні стає посушливою. Для покращення ситуації варто було б проводити ревайлдинг, відновлювати екосистеми та лісові насадження.

## Історія
Михайлівок в Україні — понад 100. Ця над річкою Гниловодкою, далеко не найбільша — якихось 400 жителів, короткого візиту село варте — особливо в пору золотої осені.
Тому що саме в елегійні жовтневі дні місцевий парк виглядає найкраще: тут можна блукати зарослими алеями, спускатися до ставка, віднайти нарешті у джунглях грот, побачити біля містка маленький водоспадик — і подумати про те, як же шкода, що колишня велич Михайлівського маєтку вже ніколи не повернеться.
За інформацією звернемося до найвідомішого дослідника кресових палаців колишньої Речі Посполитої — Романа Афтаназі. В IX томі своїх «Дій резиденцій…» він пише, що колись Михайлівка називалася Свистівка (Швистівка). Що ж, назва немилозвучна, але принаймні була унікальною… Свистівка була одним з найдавніших подільських сіл — і про це до наших часів нагадують бронзові та кам'яні вироби, старовинні грецькі, римські та польські монети, які подекуди ще трапляються селянам на обійстях і полях.
В XVII столітті навколишні землі були власністю почергово Костянтина, Петра та Міхала Володийовських гербу Корчак. Анна Володийовська отримала Свистівку як придане, коли побралася зі Станіславом Маковецьким — міським суддею Кам'янця.
На початку XVIII ст. Свистівка як «мала осада» (тобто поселення було якось укріпленим?) входила до Блищанівських маєтностей. Близько 1720 р. її успадкував власник маєтностей — червоногородський скарбник Міхал Маковецький гербу Помян. Саме Міхал розпочав будувати у селі оборонний замочок (дивний час для оборонних замків — часи турків і татар були вже позаду). Саме Міхал перейменував поселення на свою честь: була Свистівка — стала Михайлівка. Часом амбіції лише заважають.
Після Міхала Михайлівкою та містечком Шатавою володів його син Стефан Маковецький (близько 1730—1801) — барський конфедерат і маршалок кам'янецького сейму. Стефан закінчив справу батька — добудував замочок, оточений з трьох боків ставками, укріпив споруду валами й баштами. Він також брав участь у відбудові кам'янецької твердині та вів голосну судову справу про кордони своїх володінь з сусідом з Макова, Войцехом Раціборовським. Процес був таким бурхливим, що часом навіть проливалася кров.
Наступним власником села був син Стефана — ушицький хорунжий Ян Людвік Маковецький. Часи були вже спокійніші, особливої потреби у валах і стрільницях не спостерігалося — тому Ян Людвік взявся переробляти дідівський замочок у більш пристосоване для мирного життя приміщення.
Дітей у Яна Людвіка не було, тож всі свої володіння він записав небожу (пол. synowcu) — маршалку шляхти Ушицького повіту Нарцизу Едварду Маковецькому (1786—1868), одруженому з Саломеєю з Качковських. Далі вже Михайлівка відійшла до його сина — Миколая (у Р. Афтаназія помилково названого Міхалом) Ксаверія Маковецького (1820—1862), і сталося це ще за життя Нарциза Едварда. Миколай Ксаверій був одружений з Амелією Гловацькою (1821—1915), і останнім власником Михайлівки був їхній син Стефан Леон Маковецький (1860—1949).
Миколай Ксаверій, використовуючи пивниці та певну частину мурів колишнього замочка, звів у Михайлівці розкішний неоготичний палац. Сталося це в середині XIX століття. Стіни споруди були з гладкого каменю. Будівництво тривало 12 років. Всі архітектурні деталі, дуже старанно виконані, були справою рук місцевих каменярів і майстрів. На жаль, невідомо ім'я автора проекту.
Загалом будівля складалася з двох частин. Старішим був двоповерховий, прямокутний, більший за розмірами корпус (хоча родинні перекази Маковецьких приписували замкове походження неоготичній частині з башточкою). Вздовж західного і східного фасадів другого поверху тягнувся балкон з кованою балюстрадою, трохи в східному стилі.
Довгі архітектурні описи з Р. Афтаназі традиційно пропускаю: краще раз побачити, а старих світлин палацу збереглося, на щастя, чимало.
Значно гірша ситуація з палацовими інтер'єрами: тут не те що іконографії немає, тут навіть більш-менш докладних описів не збереглося. За згадками тих, хто пам'ятав Михайлівку до руйнівного 1914 року, палацова каплиця була на першому поверсі палацової вежі. В підземеллях були родинні поховання. На першому поверсі головного корпусу були розміщені репрезентаційні кімнати, серед яких — велетенський салон та салони поменше, з цінними картинами на стінах, з гарними стильними меблями.
Надзвичайно великою була також їдальня — і стіл, що стояв посередині, відповідав розмірам приміщення. Їдальню прикрашали родинні портрети Маковецьких, серед яких були два зображення Стефана Маковецького, Томаша Маковецького (з 1766 р.), Нарциза Едварда, Миколая Ксаверія — та інші.
В Михайлівці зберігалася також дуже цінна бібліотека з книжками на різних мовах, зі стародруками і більш сучасними (для власників резиденції) книжками з XIX та XX століть. Головною темою бібліотеки була ботаніка та природа — цим дуже захоплювався Стефан Леон Маковецький, теоретик та популяризатор ландшафтного дизайну. Маковецький й сам написав не одну книгу на цю тему. 110 томів з цієї книгозбірки власник зміг врятувати і перевезти до Львова, пізніше їх було подаровано польській Національній Бібліотеці.
Існував у Михайлівці й архів, де крім паперів власне Маковецьких зберігалися й акти та листит з 1706—1770 років. які стосувалися родин Полубинських, Мержеєвських, Юдицьких, Копців та інших. Частину архіву також вдалося врятувати і пізніше переправити до архіву бернардинського у Львові.
Була й нумізматична колекція — про неї дуже мало даних.
Одне літо — якраз під час роботи над «Паном Володийовським» — провів у Михайлівці Генрік Сенкевич. Він активно користувався місцевою бібліотекою та архівом. Кімнату, у якій мешкав майбутній нобеліант, залишили в незмінному вигляді на довгі роки: з секретерем, за яким працював письменник, з кріслом, нарешті, з пером Сенкевича.
Палац з'єднувався довгою критою заскленою галереєю з оранжереєю, яка розміщувалася трошки нижче. Оранжерея була висока — за необхідності її можна б було розділити на два поверхи. Саме тут Стефан Леон Маковецький вирощував безліч видів екзотичних рослин — деякі з них пізніше висаджувалися в парку. В оранжереї росли й розкішні апельсинові та лимонні дерева, які плодоносили.
Розкішний парк — він все ще гарний і тепер — тягнувся на багато гектарів і зусібіч оточував палац. На ставку був павільйон для купання — його видно на одній з архівних світлин. Дістатися цієї альтаночки можна було завдяки містку, перекинутому через канал. В парку росли не лише дерева з усієї Європи, а й плоди селекційних вправ С. Л. Маковецького — він експериментував з породами, виводив щось своє. Про все це він писав у своїх наукових працях. Йому успішно вдавалося пересаджувати навіть дерева віком в кілька десятиліть. Алеї та алейки у парку були у вигляді природних стежок, їх ніяк не «окультурювали».
На даний час має: муровану огорожу і грот біля ставу. Парк, що лежить між двома пасмами пагорбів. Його площа становить 15 га. Площа ставка — 2,5 га.
Пережило село страшні сторінки історії – голодомор, розруху, другу світову війну. З 50-х років Блищанівка і Михайлівка об’єднались в єдине колективне господарство, взявши ім’я Сталіна. 
На 1 січня 1954 року колгосп мав 4 трактори, 2 комбайни, 2 автомашини. 
Зразково трудились тваринники колгоспу. Передова доярка Ліза Корчун 1955 року стала учасницею Всесоюзної виставки досягнень народного господарства.
З кінця листопада 1961 року колгосп було перейменовано «Імені XXII з’їзду КПРС». 
1966 року кращі трудівники були нагороджені урядовими нагородами: Корчун Л.І.- орденом Леніна, Поліщук О.О. – орденом Трудового Червоного Прапора, бригадир Залецький І.С. – орденом «знак Пошани».
У 1972 році колгосп очолив михайлівчанин Федоришин В.Я. Трудівники колгоспу добились високих успіхів у праці, за підсумками соціалістичного змагання колгосп був нагороджений перехідним червоним прапором ЦК КПРС, Ради Міністрів СРСР і легковиком марки «Жигулі», доярка Поліщук О.О. – орденом Леніна.
1992 року в селах розпочалась земельна реформа. 
У жовтні 1992 року блищанівсько-михайлівські пайовики обрали нову організаційно – правову форму об’єднання – колективне сільськогосподарське підприємство і назвали його «Трудівник». 
8 лютого 2000 року було проведено збори і утворено сільськогосподарський виробничий кооператив під старою назвою «Трудівник». 
У вересні 2003 року було створено сільськогосподарське товариство з обмеженою відповідальністю агрофірма «Свірхова гора». 
З 2015 року села Михайлівка та Блищанівка ввійшли до Маківської об’єднаної територіальної громади. Об'єднання в громаду має створити умови для формування ефективної і відповідальної місцевої влади, яка зможе забезпечити комфортне та безпечне середовище для проживання людей.
До адміністративної реформи 19 липня 2020 року село належало до Дунаєвецького району, після село увійшло до складу Кам'янець-Подільського району.

## Населення
Населення становить 366 осіб за даними перепису 2001 року.

### Мова
У селі поширені західноподільська говірка та південноподільська говірка, що відносяться до подільського говору, який належить до південно-західного наріччя.
Розподіл населення за рідною мовою за даними перепису 2001 року:
| Мова            | Кількість | Відсоток |
| --------------- | --------- | -------- |
| українська      | 505       | 99.8%    |
| інші/не вказали | 1         | 0.2%     |
| Усього          | 506       | 100%     |

## Розкопки
На території села знайдено кам’яні і бронзові знаряддя праці доби бронзи та римські монети. В лісі – городище, звідки походять залізний ключ і половина широкого дволезового меча з рукояткою. На південний схід від села – вал ще одного городища, де, за народними переказами, були села Яруга і Луговина.

## Пам'ятки
- Замок та палац Маковецьких у Михайлівці

## Галерея

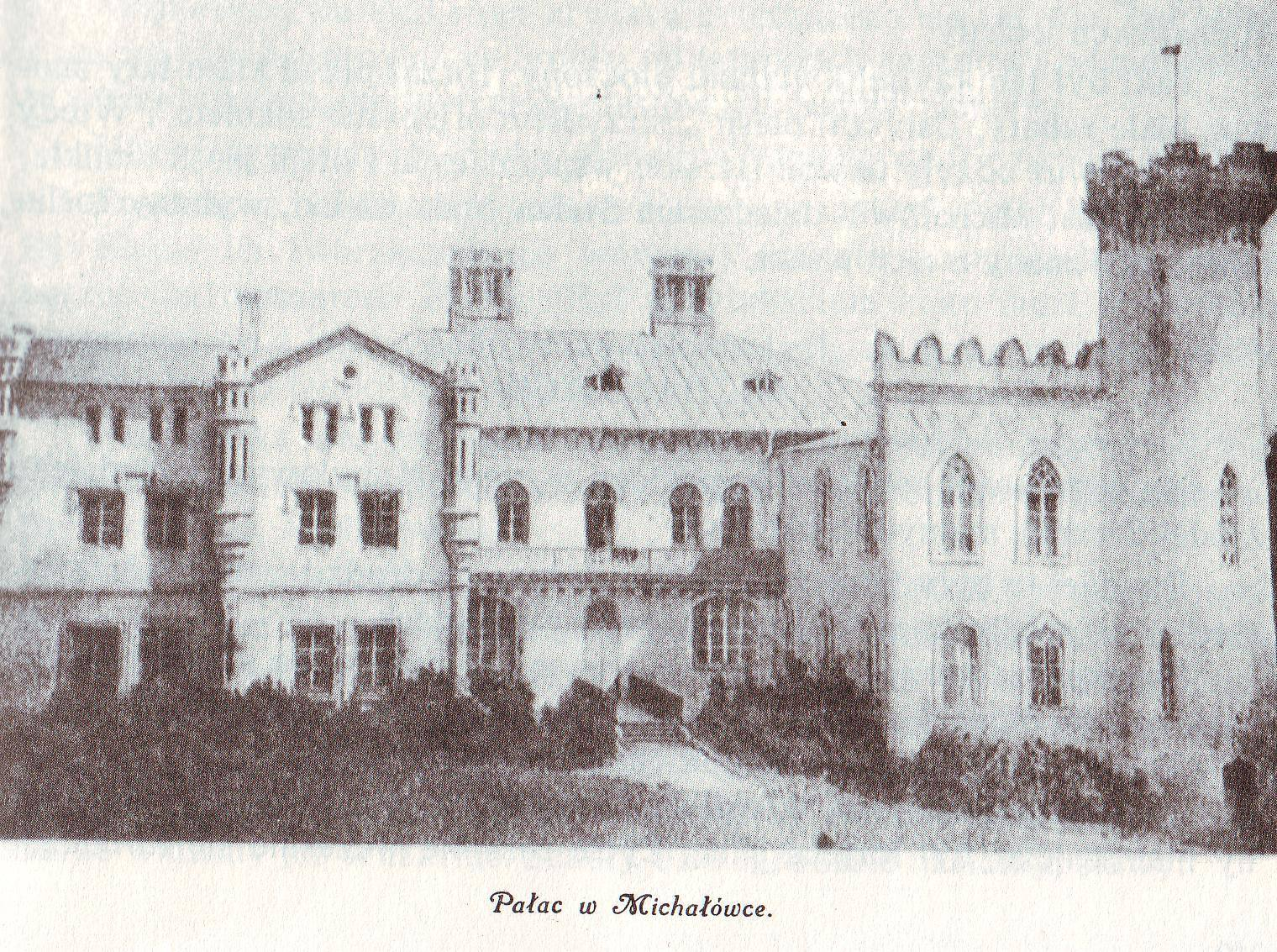
Палац, 1928 р.
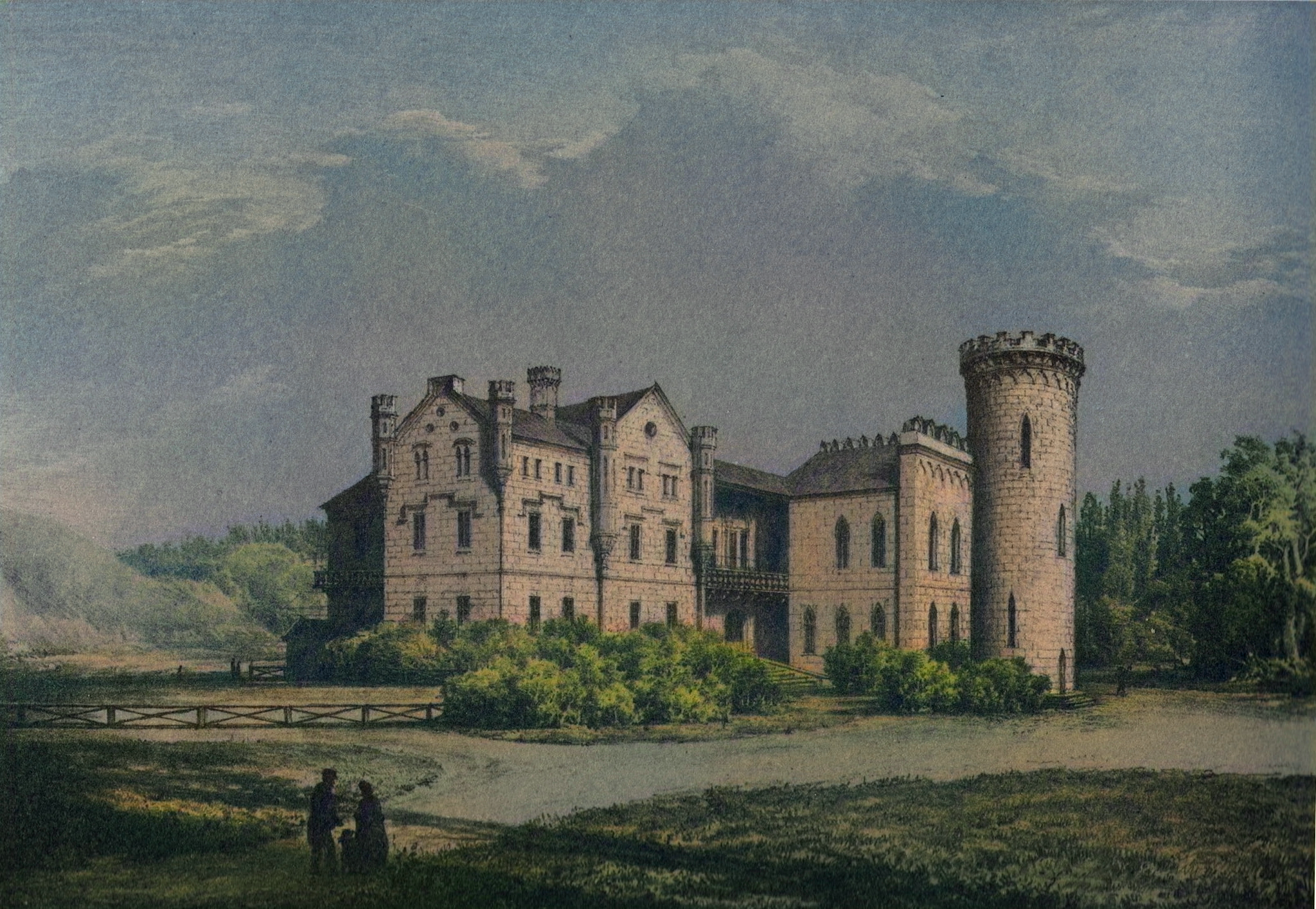
Палац в кольорі
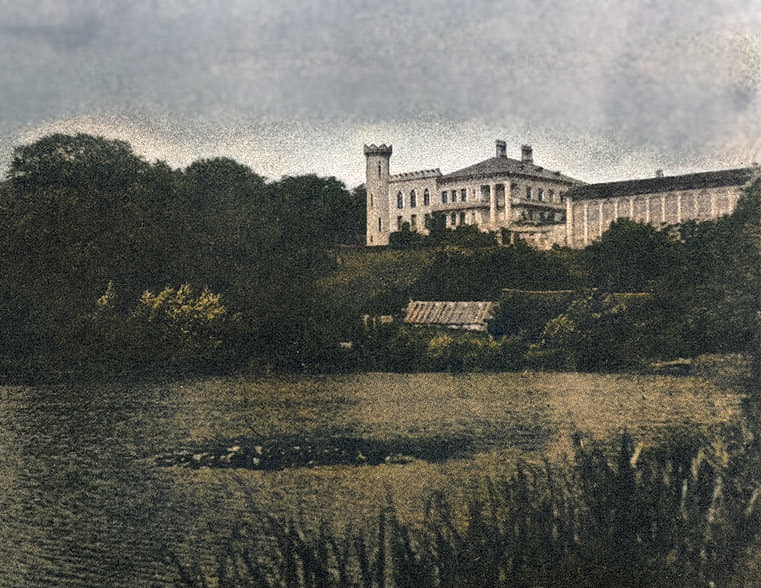
Палац в Михайлівці
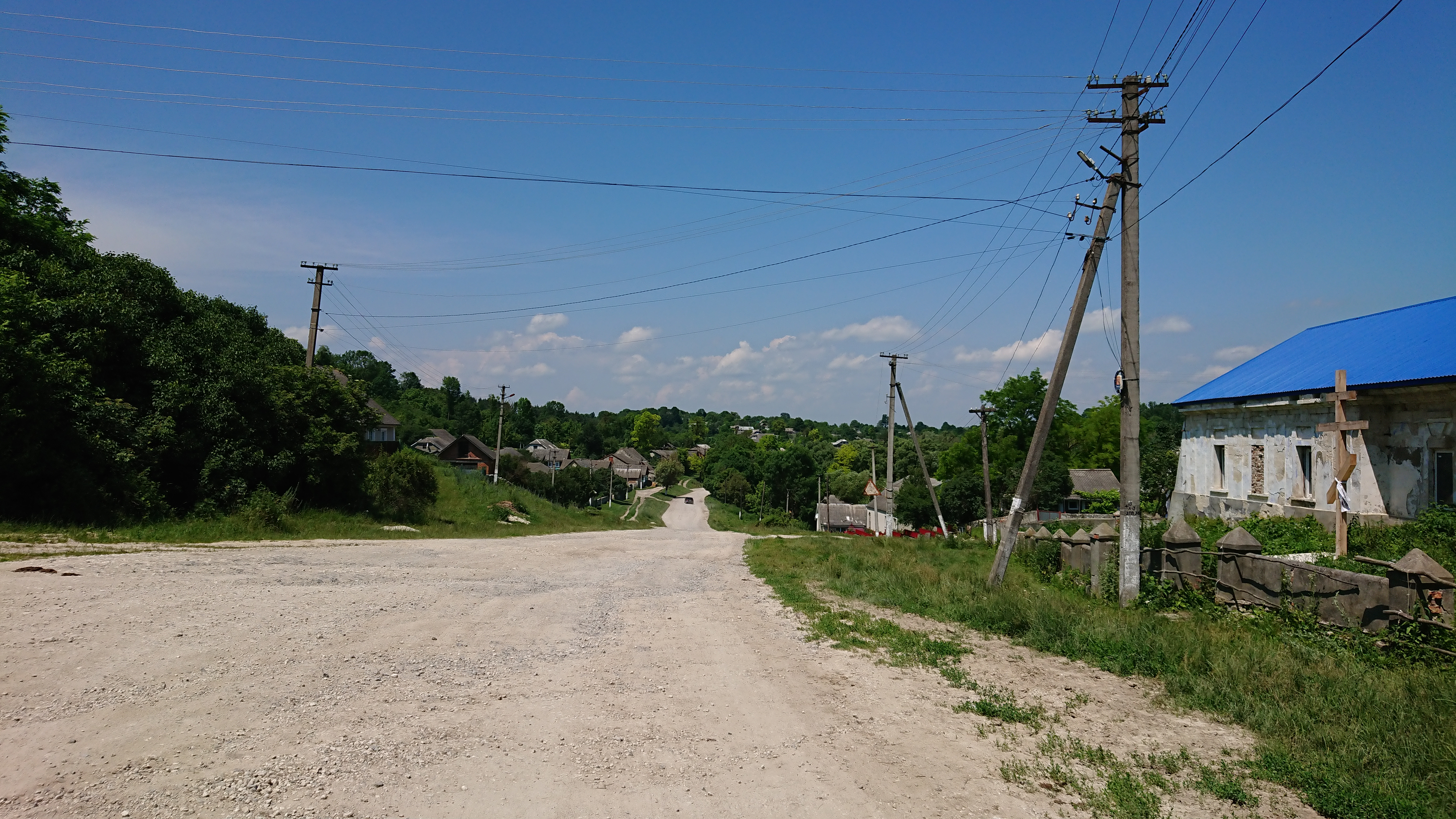
центральна вулиця Михайлівки
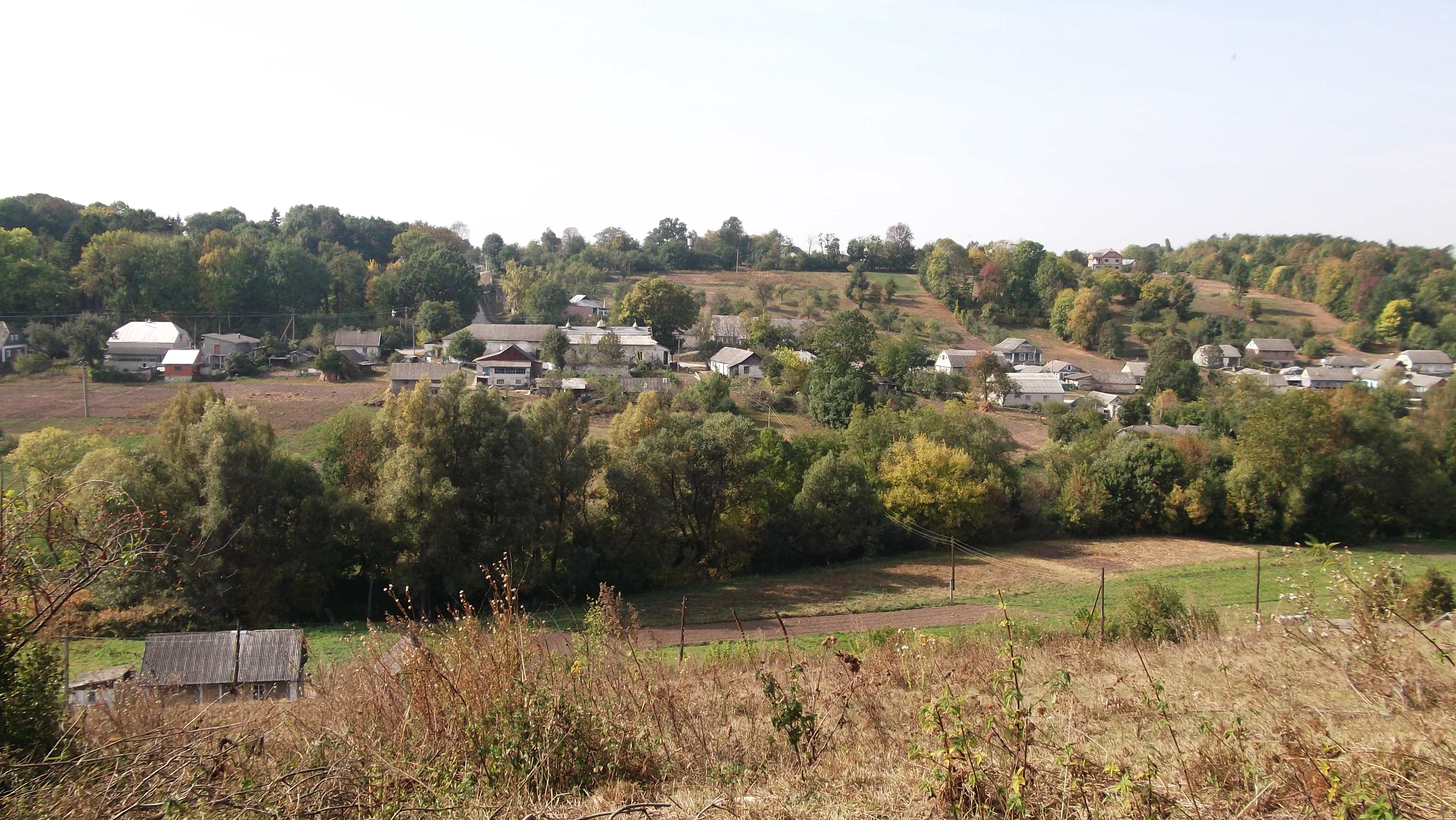
Вид на Михайлівку
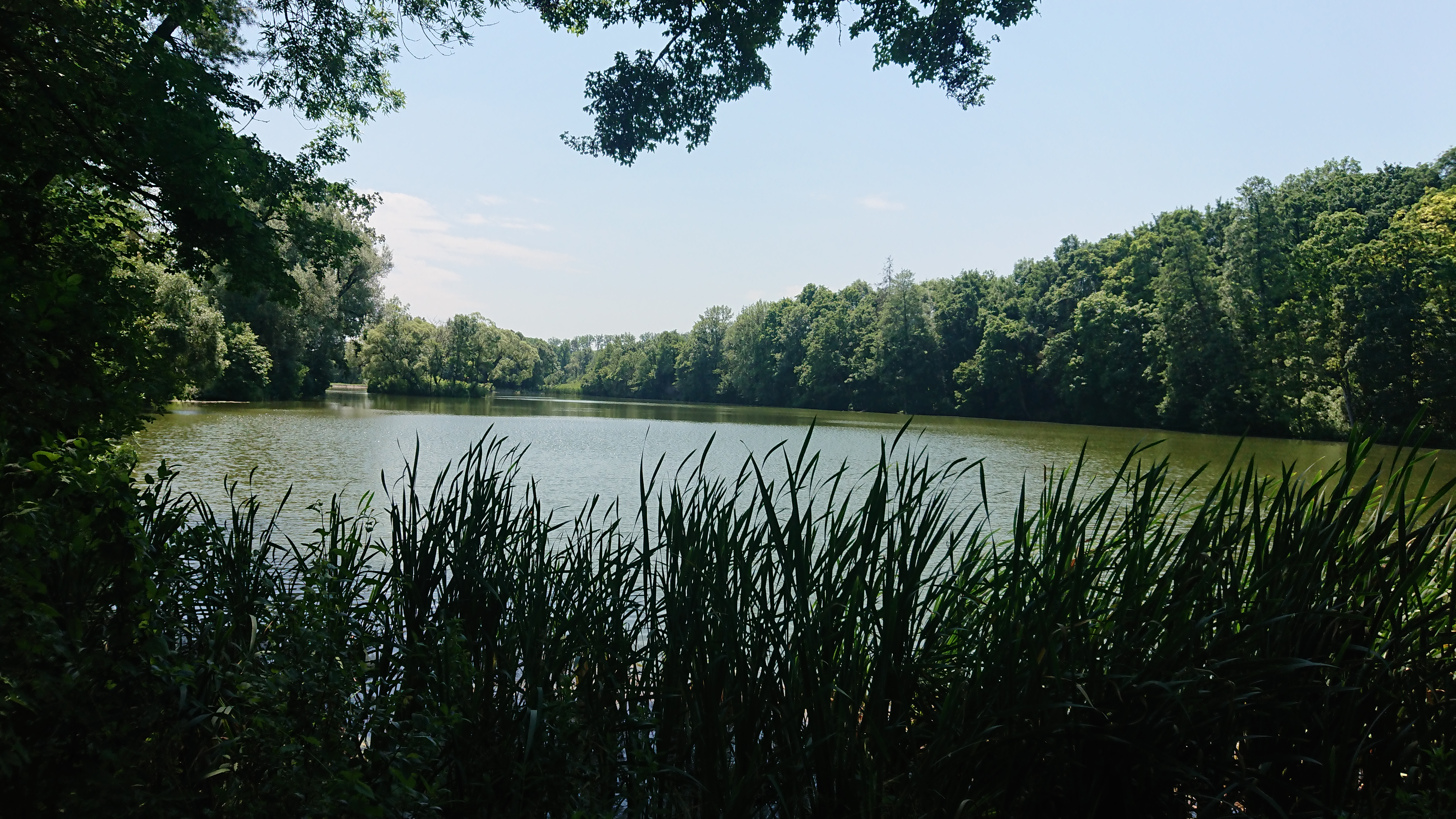
Став і острів
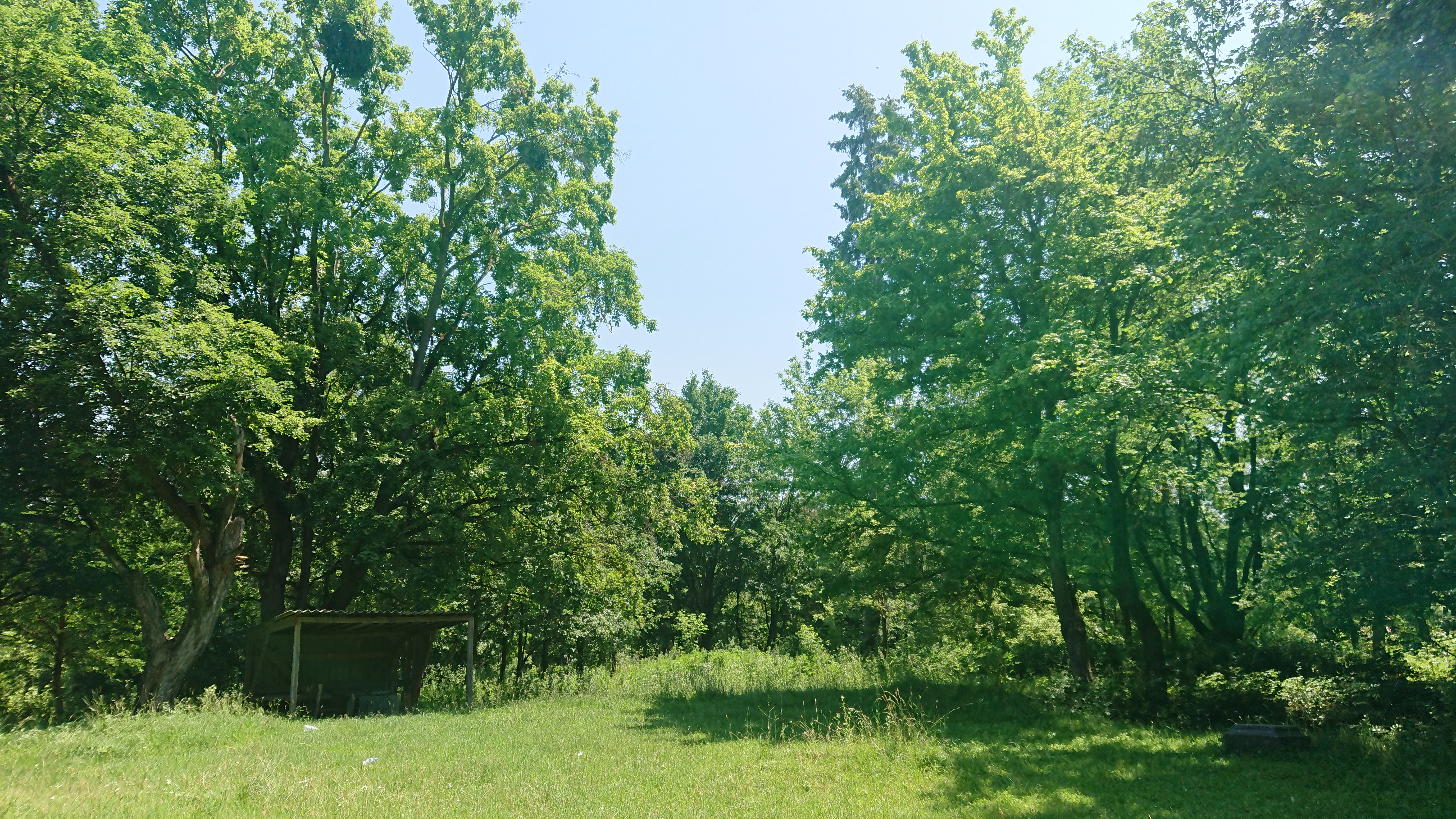
На поляні в парку 28.06.2020
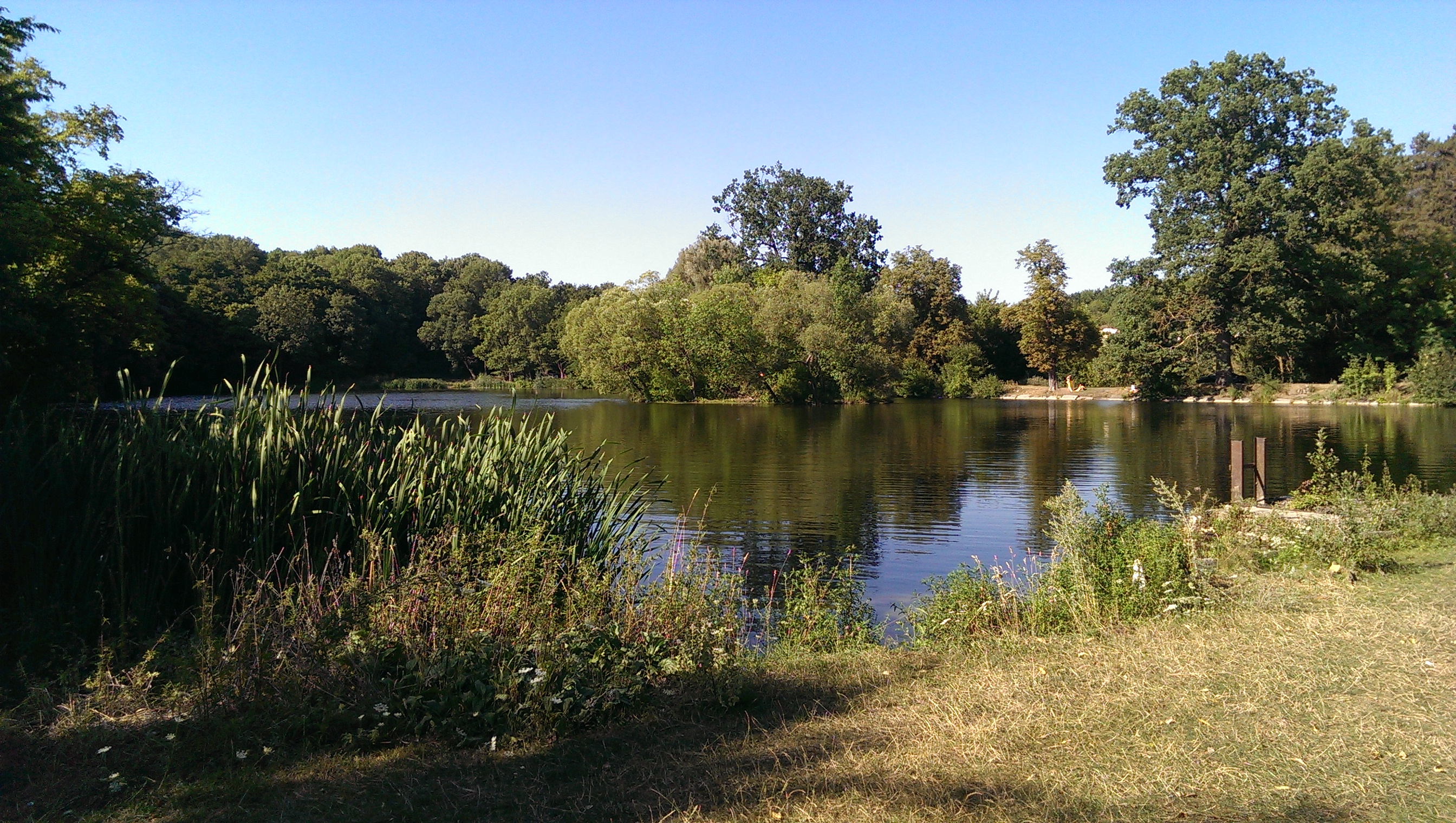
Михайлівський став 4.08.2018